# Stora Öretjärnen (Bollebygds socken, Västergötland, 639754-130824)
Stora Öretjärnen är en sjö i Bollebygds kommun i Västergötland och ingår i Rolfsåns huvudavrinningsområde.